# Sompeta
Sompeta è una suddivisione dell'India, classificata come census town, di 17.390 abitanti, situata nel distretto di Srikakulam, nello stato federato dell'Andhra Pradesh. In base al numero di abitanti la città rientra nella classe IV (da 10.000 a 19.999 persone).

## Geografia fisica
La città è situata a 18° 55' 60 N e 84° 35' 60 E e ha un'altitudine di 7 m s.l.m..

## Società

### Evoluzione demografica
Al censimento del 2001 la popolazione di Sompeta assommava a 17.390 persone, delle quali 8.590 maschi e 8.800 femmine. I bambini di età inferiore o uguale ai sei anni assommavano a 1.932, dei quali 1.001 maschi e 931 femmine. Infine, coloro che erano in grado di saper almeno leggere e scrivere erano 10.992, dei quali 6.224 maschi e 4.768 femmine.